# Phantasmagoria (jeu vidéo)
Pour les articles homonymes, voir Phantasmagoria.
Phantasmagoria est un jeu d'aventure horrifique développé et édité par Sierra On-Line en 1995. Il est l'œuvre de Roberta Williams (King's Quest…).
Un autre épisode présentant une toute nouvelle histoire est sorti en 1996 : Phantasmagoria II : Obsessions fatales.

## Synopsis
Don et Adrienne viennent d'acquérir un vieux et grand manoir ayant appartenu à Zoltan Carnovash, célèbre illusionniste de la fin du XIXe siècle. Alors qu'Adrienne découvre petit à petit la demeure et ses secrets, elle est sujette à de terribles cauchemars semblant bien réels. Elle se met alors à interroger les gens du village qui lui apprennent que « Carno » est mort dans des circonstances étranges et que le manoir serait hanté. Au même moment, Don se met à devenir très agressif à son égard.

## Détails techniques
Ce jeu, réalisé en 3D précalculée et en vidéo incrustée, a rencontré un véritable succès à l'époque [réf. souhaitée]. Il était disponible sur sept CD-ROM.
Toutes les scènes vidéo ont été tournées en fond bleu afin de pouvoir être incrustées dans les décors en 3D.

## Production

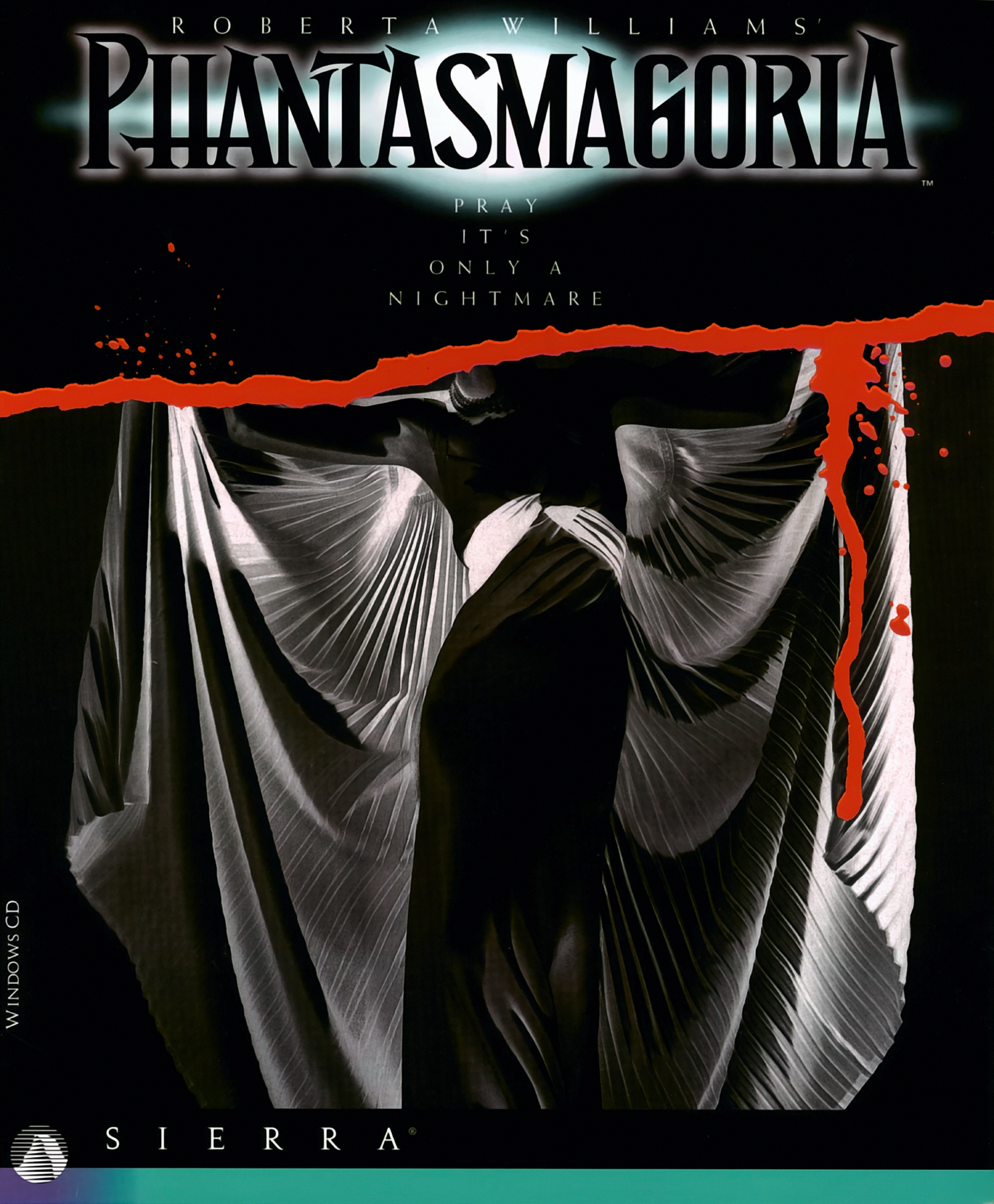
Emballage

Le budget de production est de 4,5 millions de dollars courants, soit l'un des jeux les plus chers de l'époque.

## Accueil

### Critique
- Adventure Gamers : 2,5/5[4]
- GameSpot : 6/10[5]
- Joystick : 89 % (débutant), 60 % (confirmé)[6]

### Censure
Phantasmagoria propose alors à son époque un concept qui se veut novateur [réf. souhaitée] : celui de jouer en version censurée. Le jeu reste le même, mais les scènes violentes se voient masquées par des cubes afin de ne pas montrer certains détails qui pourraient être jugés trop choquants. Malgré la censure optionnelle, si le joueur est attentif, il peut voir le contenu car les cubes apparaissent trop tard.